# 阿尔达托夫 (下诺夫哥罗德州)
阿尔达托夫（羅馬化：Ardatov）是俄罗斯下诺夫哥罗德州的市级镇，属阿尔达托夫区，地处下诺夫哥罗德州西南部，位于伏尔加河流域内乔沙河一支流列梅季河（Леметь）畔，在州府下诺夫哥罗德西南方。
该地2021年人口有8,536人；2010年人口9,566；2002年人口10,117；1989年人口9,353。